# Протактиний
Протактиний е химичен елемент от периодичната система със символ Pa и атомен номер 91. Елементът принадлежи към групата на актинидите. Става свръхпроводник при температура 1,4 К.